# SL Benfica (piłka nożna kobiet)
SL Benfica (port. Sport Lisboa e Benfica) – portugalski klub piłki nożnej kobiet, mający siedzibę w stolicy kraju, mieście Lizbona, grający od 2017 w rozgrywkach Campeonato Nacional de Futebol Feminino.

## Historia
Chronologia nazw:
- 2017: SL Benfica

Żeński klub piłkarski SL Benfica został założony w Lizbonie 12 grudnia 2017 roku. W sezonie 2018/19 zespół startował w rozgrywkach Campeonato Nacional de Promoção Feminino (D2). Po wygraniu grupy południowej (Zona Sul) klub awansował do elity portugalskiej piłki nożnej. W debiutowym sezonie 2019/20 drużyna zdobyła mistrzostwo kraju i w sezonie 2020/21 zawodniczki klubu dotarły do 1/16 finału Ligi Mistrzyń UEFA, gdzie przegrały w dwóch meczach z angielskim Chelsea F.C. Women.

## Barwy klubowe, strój, herb, hymn
|  |  |

Klub ma barwy czerwono-białe. Piłkarki domowe spotkania zazwyczaj grają w czerwonych koszulkach, białych spodenkach oraz czerwonych getrach.

## Sukcesy

### Trofea międzynarodowe
| \| \| Zdobyte trofea w rozgrywkach międzynarodowych (stan na: 31-05-2021) \| |                                                                     |      |          |
| Rozgrywki                                                                    | Osiągnięcie                                                         | Razy | Sezon(y) |
| · Liga Mistrzyń UEFA                                                         | zdobywca                                                            | 0    |          |
| · Liga Mistrzyń UEFA                                                         | finalista                                                           | 0    |          |
| · Liga Mistrzyń UEFA                                                         | 1/16 finału                                                         | 1    | 2020/21  |
| FIFA                                                                         | Zdobyte trofea w rozgrywkach międzynarodowych (stan na: 31-05-2021) |      |          |

### Trofea krajowe
| \| \| Zdobyte trofea w rozgrywkach Portugalii (stan na: 07-05-2025) \| |                                                               |      |                                             |
| Rozgrywki                                                              | Osiągnięcie                                                   | Razy | Sezon(y)                                    |
| Mistrzostwo                                                            | I miejsce                                                     | 5    | 2019/20, 2020/21, 2022/23, 2023/24, 2024/25 |
| Mistrzostwo                                                            | II miejsce                                                    | 0    |                                             |
| Mistrzostwo                                                            | III miejsce                                                   | 0    |                                             |
| Puchar                                                                 | zdobywca                                                      | 2    | 2018/19, 2023/24                            |
| Puchar                                                                 | finalista                                                     | 1    | 2019/20                                     |
| Superpuchar                                                            | zdobywca                                                      | 2    | 2020, 2021                                  |
| Superpuchar                                                            | finalista                                                     | 0    |                                             |
| Puchar Ligi                                                            | zdobywca                                                      | 2    | 2019/20, 2020/21                            |
| Puchar Ligi                                                            | finalista                                                     | 0    |                                             |
| II liga                                                                | I miejsce                                                     | 1    | 2018/19                                     |
| II liga                                                                | II miejsce                                                    | 0    |                                             |
| II liga                                                                | III miejsce                                                   | 0    |                                             |
| Portugalia                                                             | Zdobyte trofea w rozgrywkach Portugalii (stan na: 07-05-2025) |      |                                             |

## Poszczególne sezony

### Rozgrywki międzynarodowe

#### Europejskie puchary
Legenda do wszystkich tabel:
- Q – runda eliminacyjna, 1/16, 1/8, 1/4, 1/2 – odpowiednia faza rozgrywek, Grupa – runda grupowa, 1r gr – pierwsza runda grupowa, 2r gr – druga runda grupowa, F – finał, R – runda, PO – play-off
- k. – rzuty karne, los. – losowanie, Dogr. – dogrywka, w. – zasada bramek strzelonych na wyjeździe

| Sezon   | Rozgrywki     | Runda | Przeciwnik     | Wynik    | Ogólne |
| ------- | ------------- | ----- | -------------- | -------- | ------ |
| 2020/21 | Liga Mistrzyń | Q1    | PAOK           | 3–1      | 3–1    |
| 2020/21 | Liga Mistrzyń | Q2    | RSC Anderlecht | 2–1      | 2–1    |
| 2020/21 | Liga Mistrzyń | 1/16  | Chelsea F.C.   | 0–5, 0–3 | 0–8    |

### Rozgrywki krajowe
| \| Portugalia \| Bilans występów klubu w rozgrywkach piłkarskich Portugalii (Stan na 31 maja 2021 r.) \| \| |                                                                                      |        |       |   |   |   |    |    |     |         |        |        |      |
| Poziom | Rozgrywki                                                                            | Sezony | Mecze | Z | R | P | B+ | B– | Pkt | Lata    | Awanse | Spadki | Naj. |
| I | Campeonato Nacional de Futebol Feminino                                              | 2      |       |   |   |   |    |    |     | od 2019 | 0      | 0      | 1    |
| II | Campeonato Nacional de Promoção Feminino                                             | 1      |       |   |   |   |    |    |     | 2018/19 | 1      | 0      | 1    |
| | Puchar Portugalii                                                                    | 2      |       |   |   |   |    |    |     | od 2018 | 0      | 0      | 1    |
| Portugalia                                                                                                  | Bilans występów klubu w rozgrywkach piłkarskich Portugalii (Stan na 31 maja 2021 r.) |        |       |   |   |   |    |    |     |         |        |        |      |

## Struktura klubu

### Stadion
Klub rozgrywał swoje mecze domowe na stadionie Estádio da Tapadinha w Lizbonie, który może pomieścić 4500 widzów.

## Kibice i rywalizacja z innymi klubami

### Derby
- Sporting CP
- CF Benfica